# Pan de Valladolid

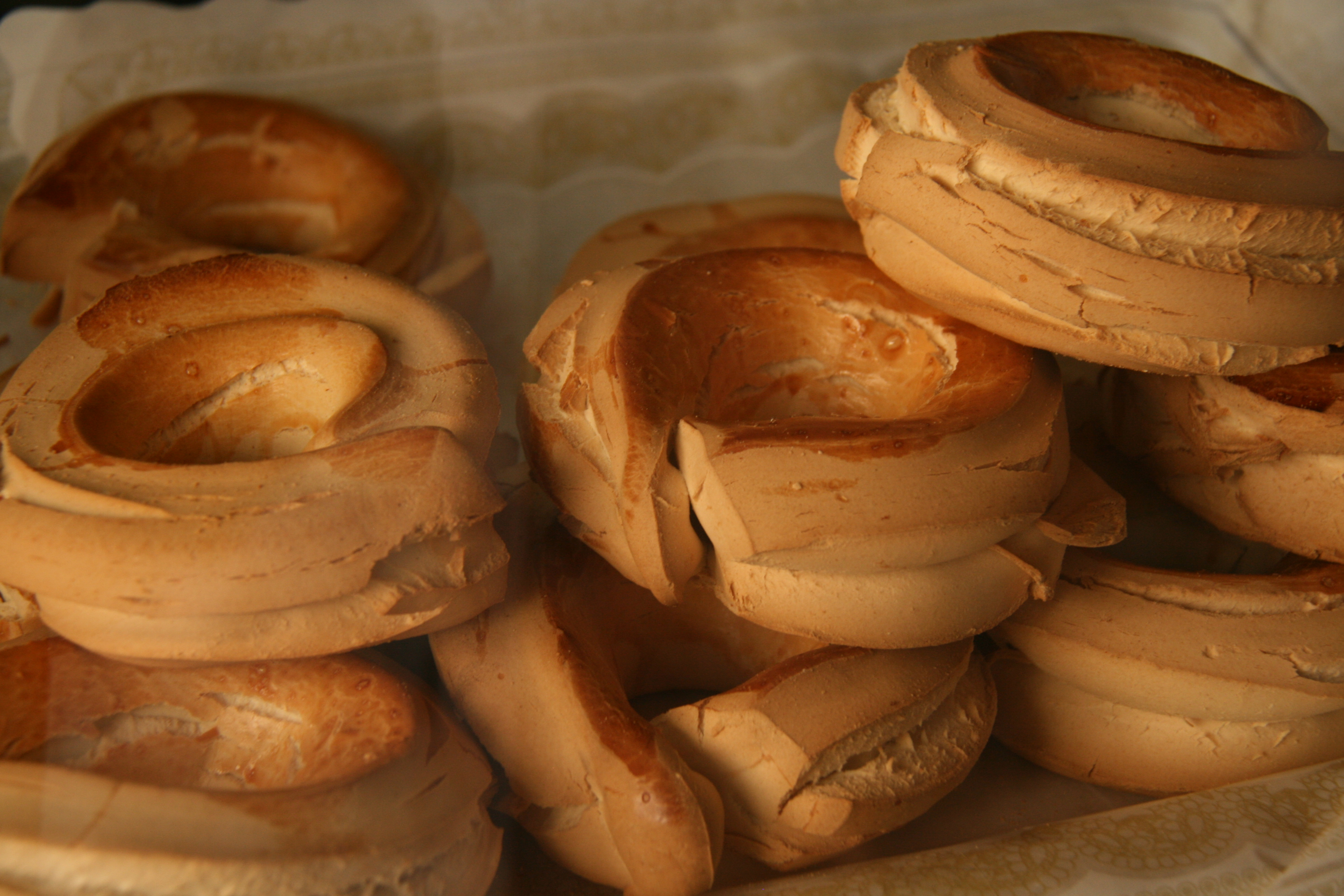
Rosquillas panaderas. El pan elaborado en la provincia tiene una gran tradición que se remonta al (véase también: Historia del pan).

El Pan de la provincia de Valladolid (denominado también Pan de Valladolid) es un alimento protegido de Castilla y León, que tiene la Marca de Garantía propia desde 2004. El pan es propio de toda la provincia de Valladolid (Castilla y León, España) y forma parte de la gastronomía de esa provincia.

## Historia

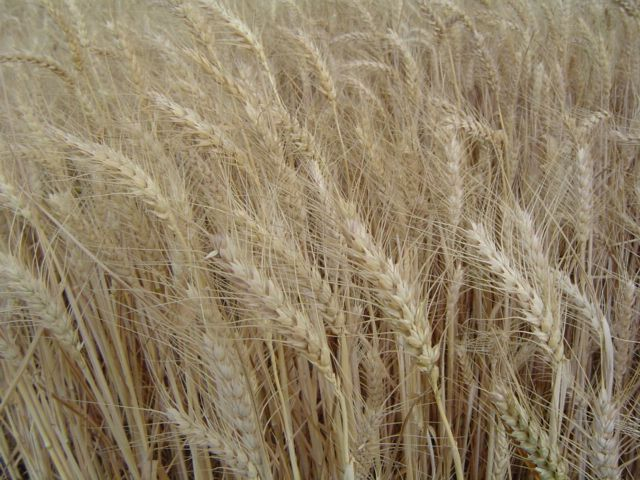
Variedad de trigo candeal.

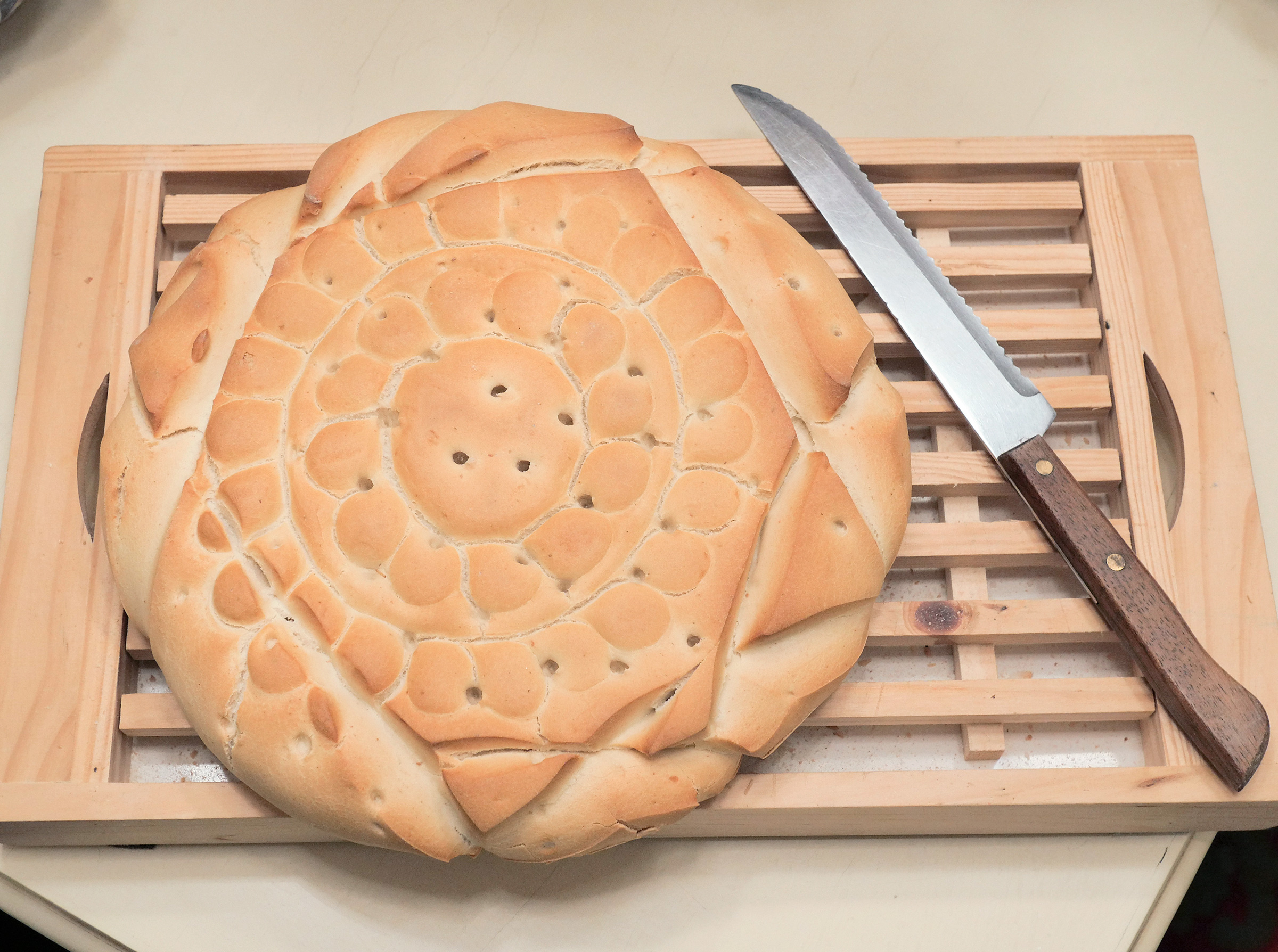
Pan lechuguino.

El pan elaborado en la provincia de Valladolid tiene una gran tradición que se remonta al siglo IX (véase también: Historia del pan). De hecho, a Carlos I, durante su retiro en el monasterio de Yuste, le hacían llegar el pan elaborado en Valladolid y durante el siglo XVI los maestros panaderos vallisoletanos fueron apoyados económicamente por la Corona.
El pan típicamente castellano recibe el nombre de pan candeal, sobao o bregado, ya que desde tiempos remotos en Castilla la variedad de trigo más utilizada es el trigo candeal. Es un pan de corteza fina y levemente tostada, de miga muy blanca y compacta con una textura fina y sabor característico. Este tipo de pan es adecuado para acompañar carnes rojas, guisos o legumbres acompañados de vinos de la tierra. Tradicionalmente se elabora a mano, con un amasado lento y una fermentación prolongada, terminado la cocción en horno de leña.
Bajo esta denominación, se engloban diferentes variedades; entre ellas la más destacada es la variedad de pan lechuguino, caracterizada por su dibujo típico y cuidado que otorga el nombre a la variedad, dado que antiguamente se denominaba, sobre todo en el medio rural, lechuguino a aquellas personas que iban excesivamente arregladas.
Otras variedades típicas son el pan de cuatro canteros, con un característico rajado de la masa en la que la parte central está separada de los cuatro canteros o bordes, el pan de cuadros, el pan de polea, con una hendidura realizada con una cuerda que imita a una polea, la barra blanca o de picos y la fabiola, creada en 1961 por un panadero de Valladolid en honor a Fabiola Mora y Aragón.
Otros tipos no tan tradicionales de la provincia pero muy consumidos en la provincia son la barra rústica y la barra de flama, que en Valladolid toma el nombre común de barra de riche.

## Pan de Valladolid en la cultura

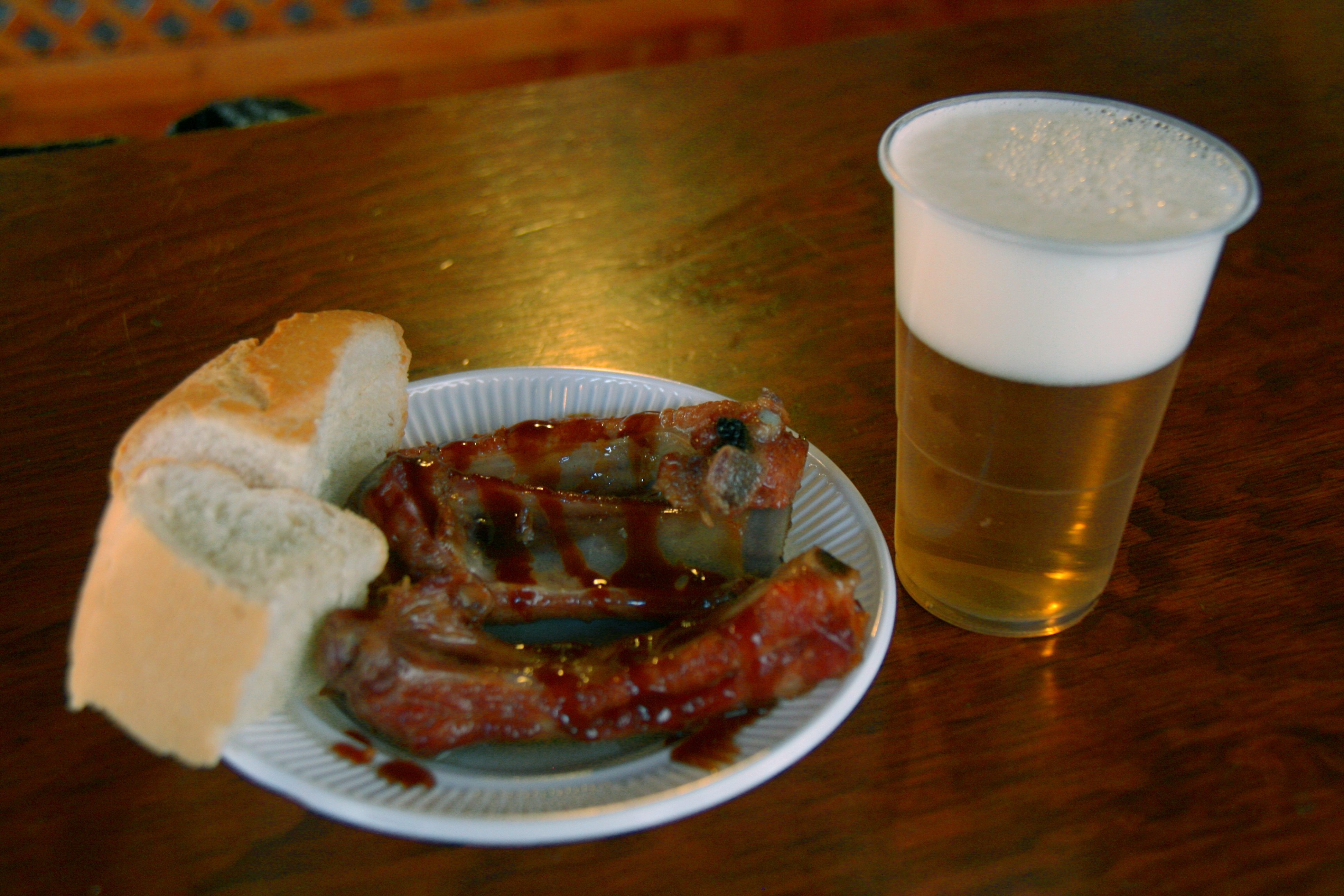
El pan en una tapa de la feria de Valladolid durante las Fiestas de San Lorenzo.

- El pan de Valladolid se menciona en la Crónica albeldense (881-883), un manuscrito escrito en latín.
- El Rey Carlos I (1500-1558) no dejó de pedir que le trajesen pan de Valladolid durante su retiro en Yuste.
- En 1572, Enrique Cock señala la gran calidad del pan que había probado en Valladolid

## Marca de Garantía
Dentro de la Marca de garantía otorgada en 2004 se encuentran panes como la Fabiola, el Lechuguino, el pan de Cuatro Canteros, el pan de Polea, la Barra de Flama, la barra Rústica, el Pan de cuadros. Valladolid es el primer lugar de España en conseguir la Marca de Garantía "Pan de Valladolid".

## Museo del pan

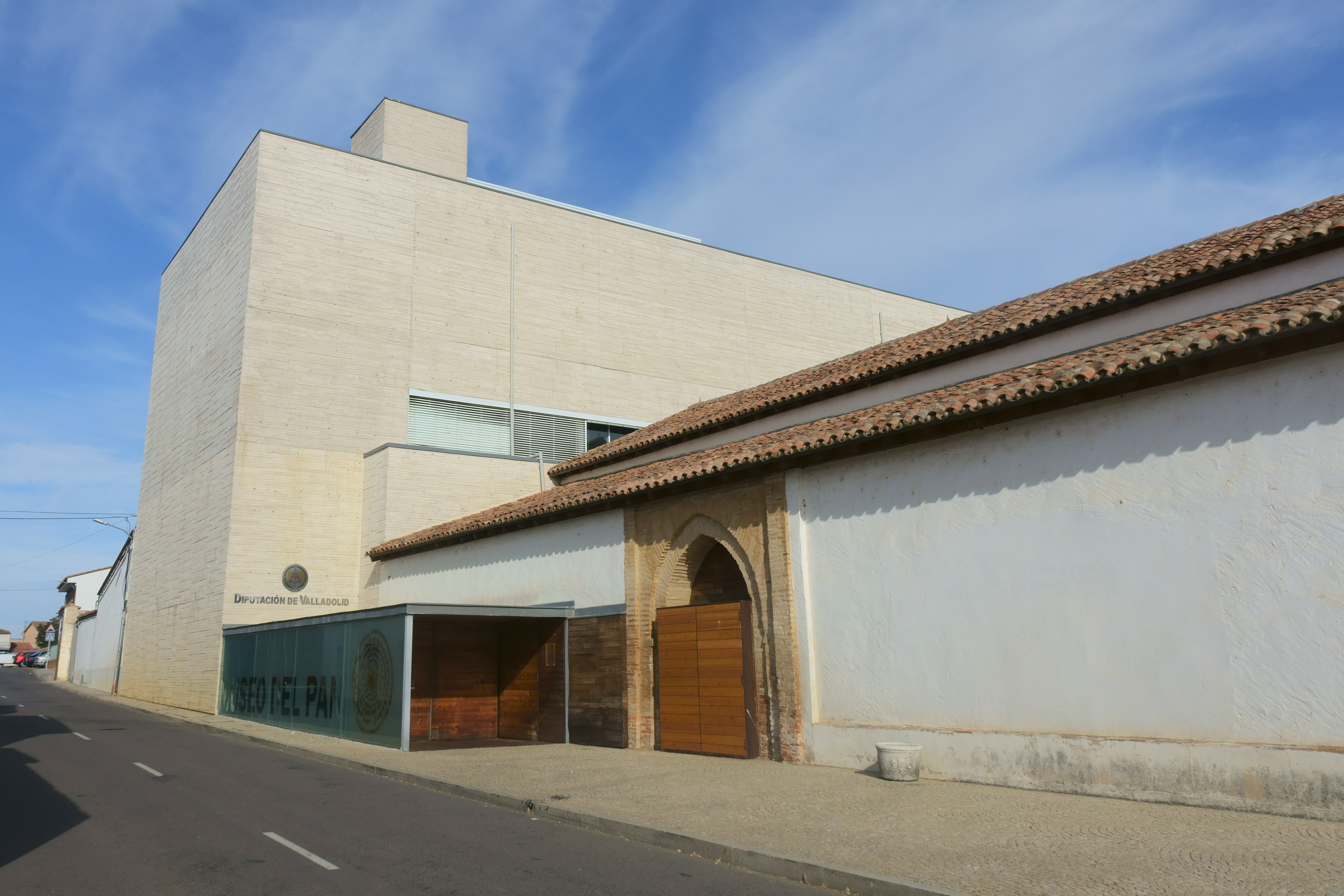
El Museo del Pan de Mayorga.

El Museo del pan se encuentra en el municipio de Mayorga (provincia de Valladolid) España. Tiene 3000 metros cuadrados de exposición donde se muestra el proceso de elaboración del pan.